# Брунько Віталій Петрович
Віта́лій Петро́вич Брунько́  (нар. 24 жовтня 1976, Київ, СРСР) — колишній український футзаліст, що виступав на позиції захисника у низці українських футзальних клубів та збірній України з футзалу. Майстер спорту міжнародного класу, один із найкращих бомбардирів українського футзалу. Вихованець ДЮСШ «Динамо» (Київ).

## Біографія
Вітлій Брунько сам записався до дитячої школи київського «Динамо» тоді ж, коли й пішов у школу - у 7 років. Він займався у відомого дитячого тренера Олександра Шпакова, разом з майбутніми відомими футболістами Андрієм Шевченком, В’ячеславом Кернозенком та Ігорем Костюком.
Після закінчення школи Брунько вступив до Будівельного інституту Суміщати навчання і футбол у Віталія не виходило, а грати на нижчому рівні він не хотів, тому з 1994 року почав грати у футзал в інститутській команді. Трохи згодом тренер Андрій Голякевич запросив Брунька у команду «Адамас». Потім він відіграв чотири з половиною сезони у захисті київської «УС Корпії». Після цього перейшов у донецький «Шахтар», разом з яким виграв чемпіонат і дебютував у Кубку УЄФА.
Після двох з половиною років у «Шахтарі», перед сезоном 2003/2004, Брунько перейшов у чернігівську «Енергію», де дуже вдало себе проявив і вже з наступного сезону захищав кольори амбітнішої львівської «Енергії». У стані львівської команди Віталій провів успішні чотири з половиною роки, за які встиг вдруге виграти чемпіонське звання, знову зіграти у Кубку УЄФА, а за підсумками сезону 2006/2007 посів друге місце в референдумі на визначення найкращого гравця сезону. Посеред сезону 2007/2008 Брунько перейшов в іншу львівську команду «Тайм», бо через порушення режиму в «Енергії» у нього склалися не дуже хороші стосунки з керівництвом і тренером. Проте і там Віталій пробув не довго і на початку 2009 року за обопільною згодою розірвав контракт з клубом.
Останньою командою для Віталія став першоліговий «Метрополітен» з рідного Києва, в якому Брунько відіграв півтора сезони.
Віталій Брунько входить в п'ятірку найкращих бомбардирів українського футзалу за всю його історію, на його рахунку 311 голів у 383 матчах чемпіонату у вищій лізі.

## Кар'єра у збірній

### Статистика виступів
| Сезон     | Клуб                  | Ліга       | Чемпіонат | Чемпіонат | Кубок | Кубок | Інше | Інше | Кубок УЄФА | Кубок УЄФА |
| Сезон     | Клуб                  | Ліга       | Ігри      | Голи      | Ігри  | Голи  | Ігри | Голи | Ігри       | Голи       |
| --------- | --------------------- | ---------- | --------- | --------- | ----- | ----- | ---- | ---- | ---------- | ---------- |
| 1994—1995 | «Кий»                 | Перша ліга | ?         | 15        | 0     | 0     | 0    | 0    | 0          | 0          |
| 1994—1995 | «Кий»                 | Вища ліга  | ?         | 6         | ?     | 10    | 0    | 0    | 0          | 0          |
| 1995—1996 | «Кий»                 | Вища ліга  | 24        | 25        | ?     | ?     | 0    | 0    | 0          | 0          |
| 1996—1997 | «УС Корпія»           | Вища ліга  | 23        | 33        | 6     | 5     | 0    | 0    | 0          | 0          |
| 1997—1998 | «УС Корпія»           | Вища ліга  | 27        | 28        | ?     | ?     | 0    | 0    | 0          | 0          |
| 1998—1999 | «УС Корпія»           | Вища ліга  | 26        | 27        | 8     | 9     | 0    | 0    | 0          | 0          |
| 1999—2000 | «УС Корпія»           | Вища ліга  | 39        | 31        | 4     | 3     | 0    | 0    | 0          | 0          |
| 1999—2000 | «Корпія-Політехнік-2» | Друга ліга | 1         | 5         | 0     | 0     | 0    | 0    | 0          | 0          |
| 2000—2001 | «УС Корпія»           | Вища ліга  | 32        | 28        | 7     | 6     | 0    | 0    | 0          | 0          |
| 2000—2001 | «Шахтар»              | Вища ліга  | 10        | 5         | 0     | 0     | 0    | 0    | 0          | 0          |
| 2001—2002 | «Шахтар»              | Вища ліга  | 31        | 10        | 6     | 3     | 0    | 0    | 0          | 0          |
| 2002—2003 | «Шахтар»              | Вища ліга  | 28        | 19        | 7     | 6     | 0    | 0    | 4          | 4          |
| 2003—2004 | «Енергія» Ч           | Вища ліга  | 30        | 20        | 1     | 5     | 0    | 0    | 0          | 0          |
| 2004—2005 | «Енергія» Л           | Вища ліга  | 27        | 16        | 4     | 1     | 2    | 2    | 0          | 0          |
| 2005—2006 | «Енергія» Л           | Вища ліга  | 29        | 19        | 8     | 3     | 0    | 0    | 0          | 0          |
| 2006—2007 | «Енергія» Л           | Вища ліга  | 35        | 33        | 5     | 1     | 1    | 0    | 0          | 0          |
| 2007—2008 | «Енергія» Л           | Вища ліга  | 25        | 11        | 2     | 0     | 1    | 0    | 3          | 2          |
| 2007—2008 | «Тайм»                | Вища ліга  | 12        | 2         | 0     | 0     | 1    | 0    | 0          | 0          |
| 2008—2009 | «Тайм»                | Вища ліга  | 3         | 0         | 1     | 0     | 0    | 0    | 0          | 0          |
| 2008—2009 | «Метрополітен»        | Перша ліга | 9         | 4         | 1     | 0     | 0    | 0    | 0          | 0          |
| 2009—2010 | «Метрополітен»        | Перша ліга | 15        | 16        | 1     | 0     | 0    | 0    | 0          | 0          |

Примітка: У сезоні 2004/2005 у графі «Інші» враховано матчі у Кубку ліги, а в сезонах 2006/2007, 2007/2008 матчі за Суперкубок.

## Титули та досягнення
- Чемпіон України (2): 2002, 2007
- Срібний призер чемпіонату України (2): 2003, 2006
- Срібний призер чемпіонату України у першій лізі: 2009
- Володар Кубка України: 2003
- Фіналіст Кубка України (3): 1999, 2001, 2006
- Фіналіст Кубка ліги: 2005
- Переможець турніру «Dina Open Cup» (Москва): 2007 р.
- Переможець Кубку Галичини (Львів): 2006 р.
- Віце-чемпіон Європи: 2003
- Чемпіон світу серед студентів: 2004
- Володар Кубку Пірамід: 2003[11]
- Член Клубу бомбардирів Олександра Яценка: 398 залікових голів.